# 天の向こう側
『天の向こう側』（てんのむこうがわ、原題：The Other Side Of The Sky）は、イギリス生まれの作家アーサー・C・クラークの書いたSF中短編集である。

## 収録されている作品

### 九〇億の神の御名
ラマ教の寺院が、最新型のコンピューターを買いたいと言ってきた。理由を聞けば、アルファベットの九文字以内で、神の可能な名前を連ねたリストを作るという。それは九〇億の組み合わせがあり、リストが完成したときには、人類は存在する理由を失うというのだ。コンピューターを寺院に納入し、その保守管理をしていた2人の男は、ちょうどリストの完成する時間に、アメリカへ帰国するための航空機が待つ飛行場に向かっていた。2人が何気なく夜空を見上げると……。

### 密航者
新型の宇宙船を見学するために、イギリスのヘンリー王子がやって来た。見学時間は30分しかなかったが、王子は重力場推進の原理を知っていて、宇宙船にも興味を持っておりたくさんの質問をした。宇宙船の乗組員は、王子の人柄と知識に好感を持った。数日後、その宇宙船は地球を離れた。火星に向かう軌道に乗って一安心したとき、操縦室のドアが突然ノックされた。乗組員は全員ここにそろっているのに、いったい何者がノックしたのか……。

### 天の向こう側
宇宙ステーションでの出来事を、次に挙げる6編のオムニバス形式にしたもの。
「速達便」
初期の宇宙ステーションの居住環境は劣悪だった。使えなくなったフェリーロケットに、空気浄化装置だけを残したものに宿泊し、自由に歩きまわれる空間もなかった。初めて気密式居住設備が送られると聞いたときは、みんなが大騒ぎした。それにはシャワーバス、ラウンジ、図書室、ビリヤード台までついているという。それが近づいてくるようすを望遠鏡で見ていると、ロケット噴射が終わるはずの時間を過ぎても、まだ続いている。無人貨物船の自動操縦装置が故障したのだ。ロケットが燃え尽きるまで加速したそれは、太陽系のかなたへ飛び去ってしまった。誰かが計算した。それがここへ戻ってくるのは、西暦15860年を過ぎてからだった。
「羽根のある友」
宇宙ステーションには、ペット禁止の規則はなかった。建設作業班の1人の男は、黄色のカナリアを飼っていた。それは無重力状態に適応し、逆さ飛行や空中停止もできた。ある朝に、カナリアの姿が見えないと探していた飼い主が、動かなくなった鳥を持ってきた。みんなは死んでいるかの判断ができなかった。だれかが「酸素を吸わせろ」といった。カナリアは息を吹き返し、ひとしきり鳴いたあとでまたひっくり返った。眠気のある頭で考えていた１人が叫んだ。「空気がおかしい」。ステーションの酸素濃度が低下していて、警報装置が故障していたのだった。だからステーションで鳥の鳴き声を聞いたら、安心してほしい。それは天然の警報装置なのだから。
「大きく息を吸って」
宇宙ステーションの構造は、自転車の車輪のゴムの部分が、ソーセージをつないだものに代わったと想像するといい。その車輪が、宇宙空間でゆっくりと回転しているのだ。建設作業員たちは、ソーセージの部分にあたるキャビンで生活していた。ある夜、4人の男たちがキャビンのひとつで寝ていたとき、突然の衝撃がおきた。室内は停電し、電話もつながらない。さらに無重力状態になっていた。これはステーションが分解して、ばらばらになったのかと思い覚悟を決めた。1時間あまりたつと、壁を叩く音が聞こえた。同時に壁とヘルメットを密着させて、話しかける声も聞こえた。このキャビンだけが、放りだされたらしい。キャビンには宇宙服もエアロックもなく、酸素も乏しい。ステーションに曳航する時間もない。出入り口を開放したままの宇宙船を、キャビンの壁から1フィートのところに待機させてあるという。4人は大きく深呼吸した。すぐに壁が破られ、男たちは宇宙服なしで宇宙空間を飛び、船の出入り口に入った。彼らは太陽光線による重度の日焼けになったが、無事だった。4人は「真空呼吸者クラブ」を設立した。
「宇宙空間の自由」
地球を取り囲むように配置された、3つの宇宙ステーションが完成した。世界の通信網を宇宙に持ち上げて、テレビとラジオの設備も設置された。公式の通信開通の番組が放送されることになった。その司会者として1人の男がやってきた。彼は有名なアナウンサーではなかったが、その声は深く滑らかで魅力的だった。彼はステーションの空気が清潔であることと低重力が気にいった。番組はほぼ完璧に終了し、彼には多くの賞賛の声が寄せられた。地球に戻れば、彼は望むがままの仕事ができるはずである。だが彼はステーションにとどまることにした。彼が言った。「スモッグのない空気が吸えて、低重力はヘラクレスのようにさせてくれる。ホームシックになっても、ここから世界のどこでも見ることができる」。
「すれちがい」
一人の男が、衛星2号に配属された。彼の恋人は、900マイル離れた太陽天文台にやってきた。宇宙空間はむやみに行き来できない。そんな男にチャンスが訪れた。輸送部門の責任者が病気になり、男が仕事を引き継ぐことになったのだ。彼はロケット・スクーターや連絡シャトルの運行記録をごまかし、余分の燃料をひねり出して、スクーターで恋人のもとに通うようになった。あるとき、帰りの旅の途中でスクーターのレーダーが、何かを捉えた。それが近づいてきたとき、彼は地球のものではない古い宇宙船を見た。異星人のものだとすれば大発見であるが、彼はそのことを報告しなかった。もちろん恋人との密会を隠すためだった。しかし彼女は別の男と結婚してしまった。いま男は、報告しなかったことを後悔していた。
「星々の呼び声」
その男には、父親の反対を押し切って、宇宙に出たという過去があった。父が病気のため、二度と会えないことは分かっていたが、宇宙船に乗り込んだ。いま初めての火星遠征隊が出発しようとしている。男の子供はそのメンバーである。男には当時の父親の気持ちが痛いほど分かるのであった。

### 暗黒の壁
トリローンを廻るその惑星は、自転と公転の周期が一致していた。そのため恒星に面した側は永遠の昼、反対側は永遠の夜だった。人々はその中間の、細長い薄明帯で暮らしていた。昼の側の中心、つまり恒星が真上から照らすところに向かうにつれて、耐えられない高熱になった。夜の側には、それを囲むように、暗黒の高い壁が惑星を一周してそびえている。いまだかつて、その壁を登ったものはなく、壁の向こうは未知の世界だ。
あるとき2人の若者が知り合いになった。1人は地主の息子、もう1人は建築家の息子だった。2人は連れ立って壁を調査した。持っていったどんな器具や道具を使っても、壁を砕くことはおろか、傷つけることさえできなかった。測量機器を使って、高さを測定しただけだった。年月がたち、地主の息子は、親類縁者の土地をすべて相続して大地主になった。建築家の息子も、都市の設計を行うほど著名になっていた。
2人は壁を登ることを計画した。建築家が壁に沿って高いピラミッド状の足場を設計した。大地主は必要な資金を提供した。足場は壁の頂上から少し低く作られる。これが完成したとき、危険を避けるため大地主だけが、足場から押し上げられて壁の上に立った。それは壁ではなく、台地のようになっていた。彼は、台地の奥へ向かって歩き始めた。背後のトリローンはだんだん暗くなり、やがて見えなくなった。さらに進んだ大地主の前方に、明かりがみえてきた。それはトリローンに似ていた。もっと進むと台地の端が見えるではないか。そこから下を見下ろした彼には、苦労して作った足場が見えた。台地は「メビウスの輪」になっていた。

### 機密漏洩
SFテレビドラマの貧弱な小道具を見た男が、憤慨していた。男はもっといいものを作りあげた。番組プロデューサーもこれが気に入り、男は次々に新しい道具を作り出した。ある日、保安局員を名乗る2人が男を訪ねてきて、武器の機密漏洩を調査していると言った。男が「FBIか？」と聞くと、その答えは「FBIとは何かね？」。外に連れ出された男の目は、宇宙船を見つめていた。

### その次の朝はなかった
惑星サールの科学者たちは、太陽系の太陽が爆発寸前であることを見つけた。その第三惑星（われわれの地球）には、知的生命がいるのもわかっており、空間を抜けるブリッジを作って助けようと考えた。そのために、まずテレパシーを使って警告しようとした。その警告は、ただひとりの男にしか受信することができず、おまけに男はしこたま酔っ払っていた。

### 月に賭ける
月に向けて出発することになった、アメリカ、イギリス、ソビエトの各探検隊の出来事を、次に挙げる6編のオムニバス形式にしたもの。
「スタート・ライン」
3隻の宇宙船は、宇宙ステーション3号の軌道上で組み立てられた。試験飛行と発進演習も行い、燃料も積み込まれた。発進時間も厳密に決められていた。ステーションを発進して地球を2度回ってからである。イギリス隊に極めて地位の高い人物から緊急電話があった。地球を1度だけ回ったとき、電話の指示に従ったイギリスの宇宙船がロケットを点火した。地球の影から出たときに後ろを見ると、他の2隻もついてきている。みんながフライング・スタートをしたのだ。宇宙空間では、余分な加速をすれば減速にも燃料を消費する。それは帰還できないことにつながる。そのままの状態で航行した3隻は、ほとんど同時に月面に着陸した。
「ロビンフッド教授」
最初の補給ロケットは無事に到着した。だが2隻目の補給ロケットは、自動操縦で高さ500フィートの平らな山頂に着陸してしまった。断崖を人間が登ることはできず、月の長い夜が迫ってきていた。月面スポーツとして特殊なアーチェリーを考案したイギリス隊の天文学者が、山頂にむけて矢を放ってみたが、月の低重力の中でも届かなかった。そこで4本の矢をロープでつなぎ、1本目が飛んでいるうちに2本目を放ち、さらに次の矢を放ってみた。ロープは山頂まで届き、無事に補給物資を降ろすことができた。やがてその山は、月面図に「シャーウッドの森」と記されることになった。
「みどりの指」
ソビエト隊のスーロフ隊員が、1人で行動している姿がイギリス隊に目撃された。事故のときの対応のため、2人以上で行動することが決められているのに。植物学者のスーロフは、その後も1人で行動している姿をたびたび目撃された。ある日、ソビエト隊の隊長からスーロフが行方不明になったので捜索に協力してほしいとの連絡がきた。イギリス隊は彼が目撃されていた方向を探した。スーロフは宇宙服のヘルメット前面が割れた状態で発見された。もちろん死亡していた。死体の近くには、厚い皮でおおわれた植物があった。彼は植物学者として、北極でも育つ小麦をつくりあげたが、月面でも生育できる植物を研究していたのだ。そして植物が繁殖するために、小石のような種子を飛ばすところに遭遇し、ヘルメットを割られたのだ。その植物は「スーロフのサボテン」と呼ばれるようになった。
「輝くものすべて」
アメリカ隊のペインター博士は、妻から逃げるために月面に来たと噂されていた。彼女は浪費家で、特にダイアモンドに執着していた。ペインターは地球上でも、別の研究を平行して進めているらしく、共同研究者と頻繁に通信を行っていた。ある日、探検に出かけていた彼のグループは、とんでもないものを発見し意気揚々と帰ってきた。それはダイアモンドの原石で、今まで知られているダイアモンドの中では、少なくとも2番目の大きさだった。彼が帰着する前に、地球から届いていた電文を隊長が手渡した。それにはこう書かれていた。「実験は大成功。大きさの制限なし。費用はわずか」。ペインターは人工ダイアモンドの製造を研究していたのだ。彼が言った。「これは昨日までなら、100万ドルの価値があった。今日からは数百ドルの価値しかない」。彼が持ち帰ったこのダイアモンドは、妻のアクセサリーになったが、それは3ケ月のあいだだけだった。ペインター製法によるダイアモンドが市場に出回ると、妻は精神的虐待を理由に離婚した。
「この空間を見よ」
アメリカ隊が、地球からも観測できる実験を行った。それは月面の上空にナトリウム原子を放出し、太陽光線をあてて発光させるというものだった。補給ロケットで届けられた通称「ナトリウム爆弾」は、高熱で気化されたナトリウム蒸気を、特殊なノズルを通して上空に噴出し、上昇していくあいだに日光を浴びて輝かせる、というシステムだった。月面での日没直後に実験は行われることになり、3つの探検隊のあらゆる観測装置はもちろんのこと、地球上のほとんどの望遠鏡もむけられた。点火回路のスイッチが入れられ、爆弾の内部圧力は上がっていった。突然、ノズルからナトリウム蒸気が吹きだして上昇していく。太陽光線が当たった瞬間、それは黄色に輝きだした。口径5センチの望遠鏡でも見られるその光は、世界中が知っている飲料の広告だった。AやC、LやOで書かれた文字。ノズルに加工した地球の技師はくびになったが、彼の老後の生活まで飲料メーカーによって保証されていた。
「居住期間の問題」
3つのチームによる探検は、大成功だった。5ヶ月間の活動での死者はソビエト隊のスーロフだけでその死因もわかっていた。だが月面のあちこちに置かれた装置はまだ計測を続けていて、そのデータを地球に自動送信することはできなかった。そのため1チームが残る必要があった。そんな中、ソビエトの宇宙船が事故で使えなくなった。隊員たちはアメリカとイギリスの宇宙船に便乗して帰還することになった。イギリス隊の1人の教授が隊長に話をした。隊長もその話に同意して、遅く帰還することにした。アメリカの宇宙船が出発してから1ヶ月後、イギリス隊も2人のソビエト隊員を乗せて帰還した。彼らは宇宙で7ヶ月間も過ごしていた。会計年度の半分以上の期間、イギリスにいなかった隊員たちは税法の恩恵を受けた。

### 宣伝カンパニア
映画会社が素晴らしい映画を作った。それはシリウス人が地球を侵略するというものだった。宣伝にも大金をかけ「空を見張れ！シリウス人が来るぞ! 」というポスターを作った。さらに宇宙人の機械仕掛けの模型も作り、それらは各地に出没して人々を震え上がらせた。宣伝の効果もあって、映画の上映は大成功だった。そんなとき本物の宇宙人の艦隊があらわれ、友好使節がニューヨークのセントラル・パークに着陸した。それらは、シリウス人ではなかったが、暴徒によって殺された。地球の反対側に着陸した使節も同様だった。加えて地球からは、誘導弾も飛んできた。怒った宇宙人の艦隊は、思い切った対抗手段にでた。

### この世のすべての時間
1人の女が、泥棒の男を訪問した。女は金はいくらでも出すから、このリストのものを盗んでほしいという。リストには、大英博物館にある貴重な品々の名前が書いてあった。男が無理だという。女は小型の装置を出した。この装置から半径7フィート以上離れたところでは、時間の進み方が1億分の1になるという。つまり装置の動作範囲内にいれば、外の世界の1億倍という目にもとまらぬ速さで仕事ができる。男はその装置を使って、博物館から誰にも知られずに盗むことができた。遠くに離れてから、装置のスイッチを切ればいい。なぜ盗むのかを聞く男に対して、女が言った。「この世界は、もうじき終わるから。私は10万年先の地球から来たのです」。ちょうどその日には、超爆弾の実験が行われることになっていた。

### 宇宙のカサノヴァ
その男は調査隊員で、基地惑星を出発してから2ヶ月のあいだ仕事を続けていた。宇宙船に乗っているのは彼ひとりだが、すでに30の恒星と5つの恒星系を記録していた。すると遠距離モニターが反応しはじめた。前方から弱い信号がきている。彼は信号の方位を正確に測定し、船をそちらに向けた。このあたりは人類未踏の空間であり、文明を見つければ大発見である。だんだんと信号は強くなってきて、英語の変種のような言葉も聞こえてきた。やがて理解できる英語の音声が届いた。それは女の声で、その惑星で古代英語をしゃべれるただひとりの人間だという。テレビ電波の到達する距離に近づいてから見る彼女は、非のつけようがない容姿だった。彼女からは、この惑星が5000年も前に植民された歴史があること、惑星重力は地球の4分の1などといったことを教えられた。着陸前に男は言った。「こちらはひとりだけ。そちらも代表ひとりだけで来てほしい」。都市から離れた草原に着陸した男の目には、彼女はまぶしいほどだった。だが彼は理解していなかった。5000年ものあいだに、低重力が人間にどんな影響をあたえるかを。彼は背伸びして、彼女の「膝」にしがみついた。

### 星
その宇宙船は、フェニックス星雲と呼ばれる超新星の残骸の調査を終え、地球目指して航行していた。船の主任天体物理学者は、イエズス会の神父でもあった。その星雲の中心には小さくて重い天体、白色矮星が残されていた。惑星たちも蒸発して消滅している。だが、はるか遠くの軌道を廻る1個の小さな天体だけが残されていた。そこには放射性元素を使った、知的生物による標識のようなものがあった。天体の地下には、未知の種族が残したおびただしい資料があった。この種族は、やがて超新星爆発の起きることを正確に予想し、自分たちがこの宇宙に存在したことを伝えようとしたのだ。その種族は惑星間航行までは到達したが、恒星間航行までは手が届かなかった。あと少しの時間があれば、それらは星々に達して絶滅を逃れたかもしれない。フェニックス星雲までの距離から計算して、神父はあることを知った。この超新星が輝いたとき、地球では「ベツレヘムの星」として見られたことを。

### 太陽の中から
水星の観測基地では、太陽から噴き出した物質をとらえていた。それは時間が経過しても拡散せず、まるでアメーバのような動きをしていた。科学者たちは、太陽に生息していた生命体だと考えた。やがて生命体は、水星の表面に衝突することが判明した。

### 諸行無常
地球の浜辺で、子供が1人で遊んでいた。遠くの宇宙港からは、巨大な宇宙船が次々と打ち上げられている。だが、地球に着陸する宇宙船はない。母親が、時間ですよと呼ぶ。子供が、明日も遊んでいいかと聞く。母の目から涙が溢れた。やがて子供を乗せた最後の宇宙船が、空に昇っていった。海の向こうには黒いものが見える。暗黒星雲が太陽系を覆いはじめていた。

### 遥かなる地球の歌
遥か遠くの恒星を目指して航行中の宇宙船が、障害物を排除するシールドを失った。緊急事態のため船のコンピューターは、人工冬眠中の乗組員の一部を目覚めさせた。近くにある惑星の水を凍らせて新たなシールドを造るため、乗組員たちは近くの惑星に小型船で着陸した。そこははるか昔に、人類が植民した惑星「サラッサ」だったが、地球との連絡が300年ものあいだ途絶えていた。地球から来た乗組員たちを歓迎する住民たち。海に大きな装置を設置した乗組員たちは、軌道上の宇宙船に海水を送った。これを傘のような形に凍らせればシールドになる。地球からの最新の技術や知識も伝えられることになった。やがて住民の女が、一人の乗組員に恋をしてしまった。

## 書誌情報
『天の向こう側』　山高昭訳　ハヤカワ文庫SF　SF560　1984年6月